# 河北金牛能源
河北金牛能源集团有限公司，曾主業務是以煤炭采选為主，其次是发电、钢铁、炼焦、水泥、玻纤等業務。它的总部位于河北邢台市。
2005年12月，由邯礦集團和邢礦集團組成河北金牛能源集团有限公司，到了2008年6月，統一組成冀中能源集團有限責任公司取代了。